# Albrecht Altdorfer
Albrecht Altdorfer (Regensburg, 1480 körül – Regensburg, 1538. február 12. és március 29. közt) német építőmester, festő, fa- és rézmetsző. A dunai iskola legjelesebb képviselője, az európai tájképfestés úttörője Wolf Huberrel együtt.

## Életpályája
Albrecht Altdorfer regensburgi polgár volt. Sokáig a regensburgi városi tanács tagja (1519-től), majd a város építésze, építette a vágóhidat és felügyelte a város erődítményeinek, falainak javítását. 1528-ban nem fogadta el a polgármesteri tisztet. Sokat utazott Európában, valószínűleg utazásai során ismerkedett meg Albrecht Dürerrel, akivel mindvégig szoros barátságot tartott fenn. A vallási villongásoknak (a zsidó vallásúak és a katolikusok ellen, s a lutheránusok mellett) is részese volt, végül sokat tett azért, hogy Regensburg lutheránus város legyen.

## Művészete

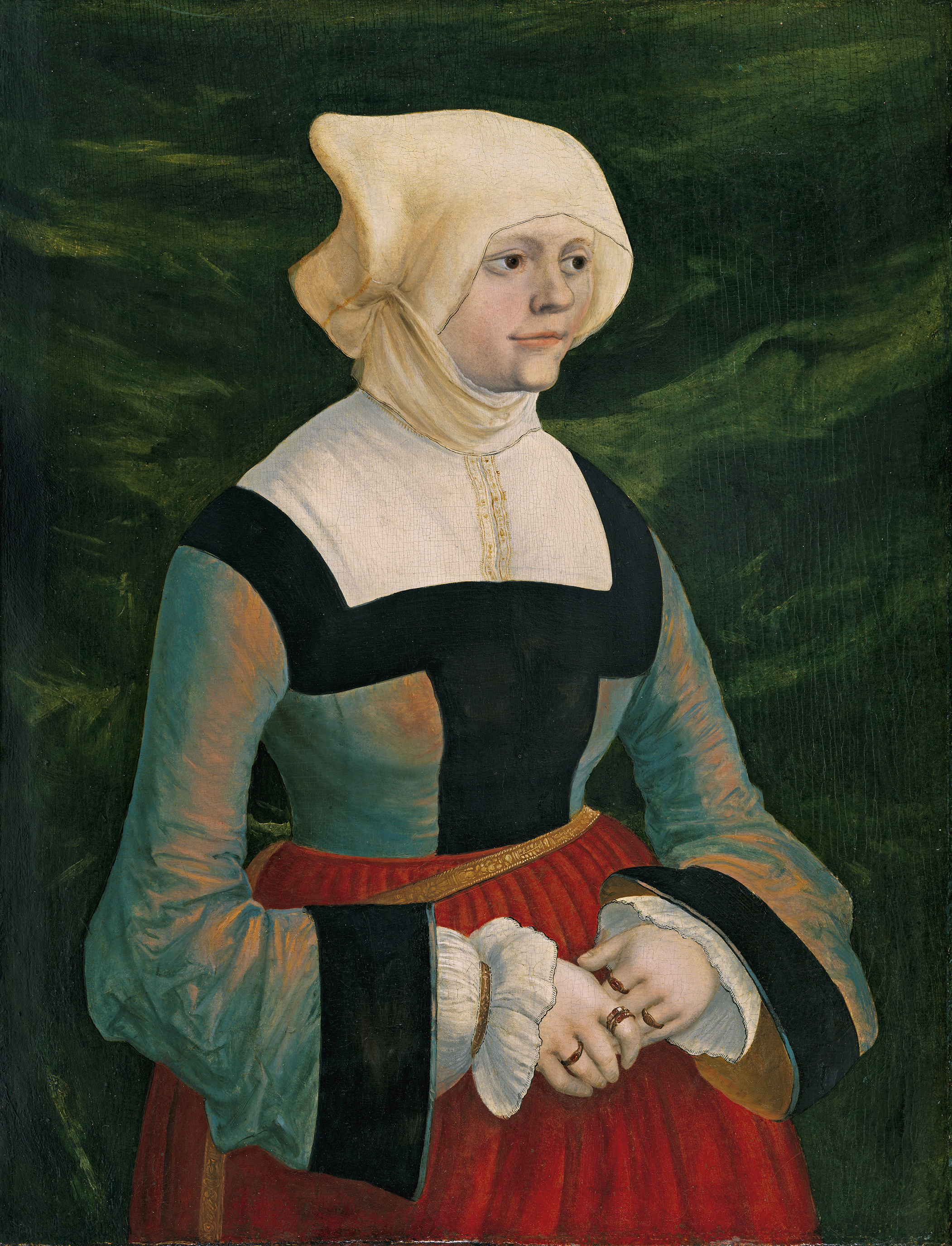
Albrecht Altdorfer: Egy hölgy portréja

Dürer és id. Lucas Cranach hatására festette költői felfogású, fantasztikus, élénk színezésű tájképeit, melyek többnyire bibliai eseményeknek szolgálnak hátteréül, oltárképein (Krisztus a kereszten), mitológiai tárgyú képein (Szatírcsalád). Mint rézmetszőt őt is «kis Dürer»-nek nevezték, a XVI. században Albrecht Dürer német rézmetsző utódait illette ez a „megszólítás.” Természetesen kis képeik miatt keletkezett az elnevezés. Festményeit meseszerű romantikus festőiség, vérbő kolorit jellemzi.
A európai festészetben nála lett a táj nagy jelentőségű, Regensburgból kivonult az erdős hegységekbe, s ott a viharvert sziklák és fenyvesek formáit tanulmányozta. Számos akvarellje, rézkarca és Dunai táj a Wörth várral (1528) c. olajfestménye egyetlen emberi alakot vagy történetet sem nem ábrázol, s ez akkor jelentőségteljes fordulatnak számított, hiszen addig a görögöknél is csak pásztorjelenetek, az európaiaknál bibliai és világi történetek hátteréül szolgált a tájkép. Lassan jutott el a közönség oda, hogy önmagában a festői készséget is értékelje és elfogadja, hogy a festő vagy rézkarcoló megörökíthessen egy magának tetsző tájat.
Altdorfer a figurális ábrázolásban, a kompozícióteremtésben és a tájábrázolásban is élen járt.

## Műveiből
- Szt. György (1517-20)
- Szent család a kútnál (1517-20; Berlin),
- Jézus születése (1517-20)[2]
- Szt. Flórián oltára (1517-20; belső 8 képe Krisztus szenvedéstörténetét, a külsők Szt. Flórián vértanúságát ábrázolják).
- Egy hölgy portréja Thyssen-Bornemisza Múzeum, Madrid).
- Tájkép (1526-28; olaj, pergament, fa; 30 x 22 cm; Régi Pinakothek múzeum, München)
- Mária születése (1530; München)
- Krisztus a kereszten (Kálvária) (Nürnberg, Berlin)
- Nagy Sándor csatája (1529; Pinakothek Múzeum, München)

## Művei (válogatás)
| Kép | Cím | Év              | Méret / Anyag            | Kiállítás/Gyűjtemény/Tulajdonos                                                        |
| --- | --- | --------------- | ------------------------ | -------------------------------------------------------------------------------------- |
|     | Sebastiansaltar (=Szt. Sebestyén oltár)                                                                  |                 | 112 × 95 cm Öl auf Holz  | Stift St. Florian bei Linz (Szt. Flórián kolostor Linz közelében)                      |
|     | Sebastiansaltar(Szt. Sebestyén oltár) (jobb külső szárny, a fenti jelenet: Szent Sebestyén mártíromsága) | 1509-1516 körül | 128,5 × 94,3 cm Olaj, fa | Augustiner Chorherrenstift St. Florian bei Linz (Szent Flórián apátság Linz közelében) |
|     | Die Alexanderschlacht˙(Nagy Sándor csatája)                                                              | 1529            | 158 × 120 cm Olaj, fa    | München: Alte Pinakothek (Régi Pinakothek múzeum)                                      |
|     | Kreuzigung (Keresztrefeszítés)                                                                           | 1515-1516       | Öl auf Holz              | Kassel: Gemäldegalerie (Képtár)                                                        |
|     | Donaulandschaft mit Schloss Wörth (Dunai táj a Wörth várral)                                             | 1528            | 12,4 × 17,4 cm Olaj, fa  | München: Alte Pinakothek (Régi Pinakothek múzeum)                                      |
|     | Hegység                                                                                                  | 1530            | 53.1 × 45.1 cm Olaj, fa  | Tokyo: Fuji Art Museum                                                                 |